# Zaragoza de la Luz
Zaragoza de la Luz är en ort i Mexiko.   Den ligger i kommunen Tulcingo och delstaten Puebla, i den sydöstra delen av landet, 170 km sydost om huvudstaden Mexico City. Zaragoza de la Luz ligger 1 061 meter över havet och antalet invånare är 490.
Terrängen runt Zaragoza de la Luz är lite kuperad. Runt Zaragoza de la Luz är det ganska tätbefolkat, med 80 invånare per kvadratkilometer. Närmaste större samhälle är Tulcingo de Valle, 7,2 km väster om Zaragoza de la Luz. I omgivningarna runt Zaragoza de la Luz växer huvudsakligen savannskog.